# Championnat de Suisse féminin de football 2016-2017
Navigation
Édition précédente Édition suivante
Le Championnat de Suisse de football féminin 2016-2017 est la 47e édition de la LNA, opposant les dix meilleurs clubs de football féminin en Suisse.
Après la saison régulière, les six premiers se retrouvent dans un mini-championnat pour déterminer le champion. Les quatre derniers et les deux premiers de la deuxième division se retrouvent dans un autre mini-championnat, les deux premiers se qualifient pour la première division. La saison suivante le championnat sera réduit à huit équipes.

## Clubs participants
- FC Zürich Frauen
- FC Staad
- Frauen SC Derendingen Solothurn
- FC Neunkirch
- FC Yverdon féminin
- FF Lugano 1976
- BSC Young Boys
- FC Basel 1893
- FC Luzern Frauen
- Grasshopper Club Zürich

## Classement

### Saison régulière
| Rang | Équipe                | Pts | J  | G  | N | P  | Bp | Bc | Diff |
| ---- | --------------------- | --- | -- | -- | - | -- | -- | -- | ---- |
| 1    | Neunkirch             | 45  | 18 | 14 | 3 | 1  | 65 | 9  | +56  |
| 2    | ZürichT               | 43  | 18 | 13 | 4 | 1  | 72 | 14 | +58  |
| 3    | FC Bâle               | 36  | 18 | 11 | 3 | 4  | 44 | 14 | +30  |
| 4    | Luzern                | 29  | 18 | 9  | 2 | 7  | 44 | 28 | +16  |
| 5    | Young Boys            | 27  | 18 | 7  | 6 | 5  | 33 | 29 | +4   |
| 6    | Lugano                | 27  | 18 | 7  | 6 | 5  | 31 | 41 | -10  |
| 7    | Grasshopper Club      | 18  | 18 | 5  | 3 | 10 | 44 | 54 | -10  |
| 8    | Staad                 | 15  | 18 | 4  | 3 | 11 | 21 | 50 | -29  |
| 9    | Yverdon               | 11  | 18 | 2  | 5 | 11 | 16 | 64 | -48  |
| 10   | Derendingen Solothurn | 1   | 18 | 0  | 1 | 17 | 11 | 78 | -67  |

Légende
- Qualifiés pour les barrages championnat
- Qualifiés pour les barrages maintien-relégation

Abréviations
T : Tenant du titre
 "Source:  sur football.ch.

### Tour Final
| Rang | Équipe     | Pts | J | G | N | P | Bp | Bc | Diff |
| ---- | ---------- | --- | - | - | - | - | -- | -- | ---- |
| 1    | Neunkirch  | 58  | 5 | 4 | 1 | 0 | 14 | 1  | +13  |
| 2    | ZürichT    | 56  | 5 | 4 | 1 | 0 | 18 | 3  | +15  |
| 3    | FC Bâle    | 43  | 5 | 2 | 1 | 2 | 7  | 6  | +1   |
| 4    | Luzern     | 32  | 5 | 1 | 0 | 4 | 3  | 12 | -9   |
| 5    | Young Boys | 31  | 5 | 1 | 1 | 3 | 5  | 17 | -12  |
| 6    | Lugano     | 29  | 5 | 0 | 2 | 3 | 4  | 12 | -8   |

Légende
- Champion

Abréviations
T : Tenant du titre
Quatre jours après la fin du championnat, le FC Neunkirch annonce le retrait des compétitions de son équipe féminine, pour des raisons budgétaires, le FC Zürich représentera la Suisse pour la Ligue des champions féminine de l'UEFA 2017-2018.